# Andrej Tivontschik
Andrej Tivontschik (belarusiska: Андрзй Џівончык), född den 13 juli 1970 i Minsk, Vitryska SSR, Sovjetunionen, är en tysk före detta friidrottare som tävlade i stavhopp.
Tivontschik blev tysk medborgare 1994 och deltog vid EM 1994 i Helsingfors där han slutade på en sjätte plats med ett hopp på 5,70. Vid inomhus-VM 1995 slutade han på en delade bronsplats med ett hopp på 5,75. Utomhus samma år blev han nia vid VM i Göteborg.
Hans främsta merit kom vid Olympiska sommarspelen 1996 då han hoppade 5,92. Höjden var den samma som både guldmedaljören Jean Galfione och silvermedaljören Igor Trandenkov klarade. Däremot hade Tivontschik fler rivningar än de båda andra och slutade trea. 
Efter framgången vid OS var han i final vid inomhus-VM 1999 men slutade där på en sjätte plats. Under 2001 valde han att avsluta sin karriär.

## Personligt rekord
- Stavhopp - 5,95 meter